# Amédée Achard
Pour les articles homonymes, voir Achard.
Louis Amédée Eugène Achard, né le 19 avril 1814 à Marseille et mort le 25 mars 1875 à Paris 9e, est un journaliste, dramaturge et romancier français.

## Biographie
Amédée Achard est le fils d'Antoine Achard, horloger, assureur et arbitre d'assurances, et de Pauline Crottet. Il fait ses études au lycée Thiers de Marseille. Après un court séjour près d’Alger, où il dirige une ferme, puis à Toulouse, où il est employé au cabinet du préfet de l'Hérault, il est journaliste à Marseille au Sémaphore pour lequel il écrit nombre d’articles, billets et chroniques.
Arrivé à Paris en 1838, il collabore au Vert-Vert (d), puis à l’Entracte, au Charivari et à L’Époque, écrivant à la fois pour lui-même et pour ses collègues journalistes en panne d’inspiration. Le feuilleton dramatique du Courrier français lui est confié en 1843. Il part, en 1846, pour l'Espagne, comme historiographe du Courrier de Paris afin de rendre compte des fêtes données à l'occasion du mariage du duc de Montpensier. En 1848, il aborda la politique dans le Courrier français et dans l'Assemblée nationale, où il écrit sous le pseudonyme d'Alceste. Il fonde le journal satirique le Pamphlet. Il provoque en duel un dénommé Fiorentino qui l’avait diffamé. Au cours de ce duel, il est gravement blessé. Encore convalescent, il part en Italie avec l’armée française pour couvrir la guerre pour le Journal des débats.
En juillet 1865, Amédée Achard, Maxime du Camp et Gustave Flaubert sont en séjour à Baden .
Écrivant énormément, il trouve, en plus de son activité de journaliste, le temps d’écrire une quinzaine de pièces de théâtre et une quarantaine de romans, parmi lesquels de nombreux romans de cape et d’épée. On lui prête à tort la paternité de cette expression, que Ponson du Terrail avait employée avant lui, mais son roman intitulé La Cape et l’Épée, paru en 1875, en fait un des pères du genre. Il était admiré en cela par Alexandre Dumas.
Il est inhumé au cimetière du Père-Lachaise à Paris : le monument funéraire, élevé à sa mémoire par la Société des gens de lettres et la Société des Auteurs dramatiques, est orné d’un médaillon dû au sculpteur Louis-Charles Janson. Il avait été élevé à la dignité d’officier de la Légion d’honneur, le 15 août 1866.

## Œuvres

### Romans
- La Nourrice sur place, Paris, 1840 (lire en ligne).
- Belle-Rose, Paris, 1847 (lire en ligne).
- Roche-Blanche, 2 vol., 1848.
- La Chasse royale, 7 vol., 1849-1850.
- Nelly, 1852.
- Chien et Chat, 2 vol., 1853.
- Les Petits-fils de Lovelace, 3 vol., 1854.
- Les Châteaux en Espagne, contes et nouvelles, 1854.
- La Robe de Nessus, 1854.
- Brunes et Blondes, 1857.
- Maurice de Treuil, 1857.
- Les Dernières Marquises, 1858.
- Madame Rose. Pierre de Villerglé : nouvelles, Paris, 1858 (lire en ligne).
- Le Clos-Pommier, 1858.
- La Sabotière, 1859.
- L'Ombre de Ludovic, 1859.
- Les Vocations. Le Musicien de Blois. La Maîtresse de dessin, 1859.
- La Famille Guillemot, 1860.
- Les Séductions. Marguerite de Thieulay. Clémentine Aubernin, 1860.
- Les Filles de Jephté. L'Eau qui dort. Salomé. Marthe et Marie, 1860.
- Les Rêveurs de Paris. Louis de Fontenay. Fabien de Serny, 1861.
- Les Misères d'un millionnaire, 1861.
- Le Roman du Mari, 1862.
- Noir et Blanc, 1862.
- Histoire d'un homme, 1863.
- La Traite des blondes, 1863.
- Les Femmes honnêtes. Daniel. Thérèse. Mademoiselle du Rosier. Le Bracelet de corail, 1863.
- Les Coups d'épée de M. de La Guerche, 1863 ; Phébus, 1991.
- Mme de Sarens, 1865.
- Le Duc de Carlepont, 1865.
- Les Fourches caudines, 1866.
- La Chasse à l'idéal, 1867.
- Maxence Humbert, 1867.
- Les Chaînes de fer, 1867.
- Yerta Slovoda, 1867.
- Marcelle, 1868.
- Les Trois Grâces, 1869.
- La Vie errante, 1869.
- Les Rêves de Gilberte, 1872.
- Le Journal d'une héritière, 1873.
- Droit au but, 1874.
- Histoire de mes amis, 1874.
- Madame de Villerxel. La Recherche de l'inconnue, 1874.
- Envers et contre tous, 1874 ; Phébus, 1991 (Tome II des Coups d'épée de M. de La Guerche).
- La Cape et l'Épée, 1875.
- La Toison d'or, 1875.
- La Famille Aubernin, 1876.
- La Trésorière. Jarny l'ermite. Les Conseils de révision. Les Réfractaires, 1876.
- Le Livre à serrure. Perce-neige. Une Nuit à Saint-Avold, 1876.
- Les Campagnes d'un roué, 1877.
- Les Petites-Filles d'Ève, 1877.
- Entre le bal et le berceau, 1879.
- Les Trois Sœurs, 1880.
- Un Grand d'Espagne, 1881.
- Mademoiselle d'Espars. Les Animaux malades de la peste, 1882.
- L'Ombre de Ludovic, 1886

### Théâtre
- Les Belles de nuit, ou les Anges de la famille, drame en 5 actes et 9 tableaux, avec Paul Féval et Paul de Guerville, Paris, Gaîté, 30 octobre 1849.
- Par les Fenêtres, comédie-vaudeville en 1 acte, Paris, Gymnase, 10 juillet 1852.
- Donnant, Donnant, comédie en 2 actes, Paris, Gymnase, 14 juillet 1852.
- Le Duel de mon oncle, comédie en un acte, mêlée de chant, Paris, Vaudeville, 16 juillet 1852.
- Souvenirs de voyage, comédie en 1 acte et en prose, Paris, Théâtre-Français, 16 mars 1853.
- Souvent Femme varie…, comédie en 1 acte et en prose, Paris, Second Théâtre-Français, 25 décembre 1853.
- Les Cœurs d'or, comédie en 3 actes, mêlée de chant, avec Jules de Prémaray et Léon Laya, Paris, Gymnase, 15 juillet 1854.
- Le Jeu de Sylvia, comédie en 1 acte, Paris, Vaudeville, 26 mars 1859.
- Le Clos-Pommier, drame en 5 actes, avec Charles Deslys, Paris, Gaîté, 1er juin 1865.
- Albertine de Merris, comédie en 3 actes, Paris, Gymnase, 14 septembre 1867.
- Les Tyrannies du colonel, comédie en 3 actes, avec Eugène Bourgeois, Paris, Théâtre de Cluny, 8 mai 1872.
- L'Invalide, comédie en 1 acte, Paris, Gymnase, 19 juin 1872.
- La Clé de ma caisse, comédie en 1 acte, Paris, Vaudeville, 23 novembre 1872.
- Le Sanglier des Ardennes, comédie en 1 acte, Paris, Gymnase, 14 juillet 1875.
- Bellerose, drame en 5 actes, 8 tableaux, avec Paul Féval et Hippolyte Hostein, Paris, Ambigu-Comique, 6 janvier 1876

### Varia
- Un mois en Espagne, 1847.
- Album de voyages, 1865.
- Une Saison à Aix-les-Bains, 1850.
- Parisiennes et provinciales, 1856.
- Montebello, Magenta, Marignan, lettres d'Italie, 1859.
- Le Bois de Boulogne. Les Champs-Élysées. Le Bois et le Château de Vincennes dans Paris guide par les principaux écrivains et artistes de la France, 1867.
- Récits d'un soldat. Une armée prisonnière. Une campagne devant Paris, 1871.
- Souvenirs personnels d'émeutes et de révolutions, 1872.
- Souvenirs de la Forêt-Noire, 1880